# Vexillologisch symbool
Vexillologische symbolen of FIAV-symbolen zijn symbolen die worden gebruikt in de vexillologie om op een gestandaardiseerde en overzichtelijke wijze gegevens van vlaggen weer te geven. Het systeem is door Whitney Smith ontwikkeld en wordt sinds het begin van de jaren zeventig door de FIAV (Fédération internationale des associations vexillologiques) gebruikt.

## Gebruikssymbolen
Het gebruik van een vlag wordt door middel van bolletjes in een rastersymbool () van drie kolommen en twee rijen weergegeven. De bovenste rij in het raster geeft het gebruik van de betreffende vlag op het land aan; de onderste rij het gebruik op zee. De drie kolommen geven het gebruik door bepaalde groepen aan. Van links naar rechts zijn dat: privé/civiel gebruik, het gebruik van ambtswege en het gebruik door militaire instanties (men spreekt dan van een "oorlogsvlag", hoewel die aanduiding niet direct met een echte oorlog te maken hoeft te hebben). Wanneer in dezelfde rij alle drie de kolommen zijn gemarkeerd, spreekt men van een nationale vlag. Dat houdt niet in dat het dan meteen de enige nationale vlag is.
De gebruikssymbolen hebben betrekking op de wetten en verordeningen voor de vlaggen (de jure). In de praktijk (de facto) kan het gebruik afwijken.
| Gebruik | civiel       | van ambtswege | militair    |
| ------- | ------------ | ------------- | ----------- |
| te land | Civiele vlag | Dienstvlag    | Oorlogsvlag |
| ter zee | Handelsvlag  | Dienstvlag    | Marinevlag  |

Theoretisch zijn er 64 combinaties mogelijk, die echter niet allemaal voorkomen. Een overzicht van de meest gebruikte symbolen en hun betekenis:
| symbool | betekenis                          |  | symbool                                                            | betekenis |
|         | Civiele vlag                       |  | Nationale vlag te land                                             |           |
|         | Dienstvlag te land                 |  | Nationale vlag ter zee                                             |           |
|         | Militaire vlag te land             |  | Dienstvlag te land, militaire vlag te land en ter zee              |           |
|         | Handelsvlag                        |  | Dienstvlag te land, handels- en militaire vlag te land en ter zee  |           |
|         | Dienstvlag ter zee                 |  | Civiele vlag en dienstvlag te land, handels- en dienstvlag ter zee |           |
|         | Militaire vlag ter zee             |  | Dienst- en militaire vlag te land en ter zee                       |           |
|         | Civiele vlag en dienstvlag te land |  | Nationale vlag te land en handelsvlag ter zee                      |           |
|         | Dienst- en militaire vlag te land  |  | Nationale vlag te land en dienstvlag ter zee                       |           |
|         | Handels- en dienstvlag ter zee     |  | Nationale vlag te land, handels- en dienstvlag ter zee             |           |
|         | Civiele vlag en handelsvlag        |  | Nationale vlag ter zee, dienstvlag en militaire vlag te land       |           |
|         | Dienstvlag te land en ter zee      |  | Nationale vlag ter zee, civiele vlag en dienstvlag te land         |           |
|         | Militaire vlag te land en ter zee  |  | Nationale vlag te land en ter zee                                  |           |

## Symbolen voor eigenschappen
Onderstaande symbolen geven eigenschappen van vlaggen en de afbeeldingen ervan weer. De met een asterisk (*) gemarkeerde symbolen maken geen deel uit van het oorspronkelijk door W. Smith ontwikkelde systeem:
|  | Normale of de jure-versie van een vlag* |
|  | Ontworpen, maar niet officieel in gebruik genomen vlag                                                                                     |
|  | Uitsluitend op basis van historische beschrijvingen gereconstrueerd                                                                        |
|  | Keerzijde van een vlag |
|  | Artistieke variant van een vlag |
|  | Alternative, gelijkwaardige alternatieve vlag                                                                                              |
|  | De facto-versie van een vlag |
|  | Tweezijdige vlag; de keerzijde ziet er anders uit                                                                                          |
|  | De vlag is zo getekend dat de mast zich rechts van de vlag bevindt. Dit is gebruikelijk in landen waar men van rechts naar links schrijft. |
|  | Historische vlag* |

## Aanvullingen
Onderstaande symbolen zijn latere aanvullingen die mogelijk niet in het door de FIAV gebruikte systeem zijn opgenomen:
- De achterzijde is het spiegelbeeld van de voorzijde. Voorbeeld: de vlag van Mexico
- De achterzijde is identiek aan de voorzijde, dit is gebruikelijk wanneer er leesbare tekst op de vlag is afgebeeld. Voorbeeld: de vlag van Irak
- Informatie over de achterzijde ontbreekt
- Vlaggen voor normaal gebruik zijn gelijk aan vlaggen die verticaal worden gebruikt
- Vlaggen bedoeld voor verticaal gebruik hebben een 90° gedraaid ontwerp ten opzichte van normale vlaggen, dit komt voor bij gebruik van een nationaal symbool op de vlag. Voorbeeld: de vlag van Slowakije
- Verticaal gebruik van de vlag onbekend
- De vlag heeft geen elementen die gedraaid kunnen worden
- De vlag kan uitsluitend verticaal worden gehesen